# Krisztina Pigniczki
Krisztina Pigniczki (Makó, 18 settembre 1975) è un'ex pallamanista ungherese.

## Palmarès

### Olimpiadi
- 1 medaglia:
  - 1 argento (Sydney 2000)

### Mondiali
- 1 medaglia:
  - 1 argento (Croazia 2003)

### Europei
- 3 medaglie:
  - 1 oro (Romania 2000)
  - 2 bronzi (Paesi Bassi 1998; Ungheria 2004)